# کلرومتان
کلرومتان (به انگلیسی: Chloromethane) با فرمول شیمیایی CH۳Cl یک ترکیب شیمیایی با شناسه پاب‌کم ۶۳۲۷ است. که جرم مولی آن 50.49 g/mol می‌باشد. شکل ظاهری این ترکیب، گاز بی‌رنگ بابوی شیرین ضعیف است.